# Zuid-Amerikaanse ruwvleugelzwaluw
De Zuid-Amerikaanse ruwvleugelzwaluw (Stelgidopteryx ruficollis) is een zangvogel uit de familie Hirundinidae (zwaluwen).

## Verspreiding en leefgebied
Deze soort komt voor in Midden- en Zuid-Amerika en telt vier ondersoorten:
- S. r. uropygialis: van oostelijk Honduras tot oostelijk Panama, westelijk Colombia, westelijk Ecuador en noordwestelijk Peru.
- S. r. decolor: westelijk Costa Rica en westelijk Panama.
- S. r. aequalis: noordelijk Colombia, westelijk Venezuela en Trinidad.
- S. r. ruficollis: zuidoostelijk Colombia en van oostelijk Venezuela via oostelijk en centraal Zuid-Amerika tot noordelijk Argentinië.

## Status
De grootte van de populatie is in 2019 geschat op minimaal 50 miljoen volwassen vogels. Op de Rode lijst van de IUCN heeft deze soort de status niet bedreigd.